# Алло Инкогнито
«Алло Инко́гнито» — торговая марка компании «Кантриком», оказывающей телекоммуникационные услуги, (в первую очередь услуги виртуальной связи) в России.
Компания «Кантриком» была основана в форме закрытого акционерного общества в 2001 году, изначально ориентировалась на предоставление виртуальных услуг связи. В 2003 году был заключён партнёрский договор с «Мегафоном», компания начала предоставлять услуги мобильной связи организациям и частным лицам на базе сетей «Мегафона» под собственной торговой маркой и с собственными тарифными планами, в том числе безлимитными. В 2004 году заключены партнёрские контракты с первыми дилерами — торговыми сетями «Связной» и «Ион».
В 2007—2008 годах компания выходит на рынок мобильной и стационарной связи Северо-Западного региона. Также в 2008 году подписан контракт с CDMA-оператором «Скай Линк».
С 2010 года заключён договор с «Билайном», введена линейка тарифов на базе сети «Билайн». С 2011 года действует собственная сеть павильонов экспресс-продаж в крупных торговых центрах на территории Москвы.